# Still into You
Still into You è un singolo dei Paramore, il secondo estratto dal quarto album in studio Paramore, pubblicato il 14 marzo 2013.

## Descrizione
Il testo del brano è incentrato sulla relazione tra la cantante Hayley Williams e il suo attuale ex marito Chad Gilbert, mentre la musica è impostata su melodie tipicamente pop, con un discreto uso delle tastiere e del sintetizzatore in supporto alla chitarra. È stata inserita nella classifica delle 20 canzoni più belle del 2013 da Billboard.
Il brano è stato suonato dal vivo per la prima volta il 13 marzo 2013 al South by Southwest. La sua pubblicazione come singolo è avvenuta il giorno successivo, accompagnato da un liryc video dove delle mani "cantano" e gesticolano per raffigurare alcune frasi. Nel Regno Unito il singolo è stato invece pubblicato il 15 marzo.

## Video musicale
Il lyric video realizzato per il brano, pubblicato contemporaneamente all'uscita del singolo, è stato girato a casa di Jeremy Davis, diretto da quest'ultimo, Alex Batten e Hayley Williams.

Le riprese del video ufficiale per il brano iniziano il 16 marzo sotto la direzione di Isaac Rentz. Dopo quasi un mese dal suo annuncio, il 9 aprile il video viene pubblicato sul sito ufficiale della band e su YouTube dalla Fueled by Ramen. Il video, girato alla Texas Federation of Women's Clubs di Austin, è sicuramente uno dei più bizzarri di quelli realizzati dai Paramore, con scene dei tre membri della band che corrono su delle biciclette e guidano una canoa dentro una casa, palloncini, ballerine e fuochi d'artificio. In un dietro le scene del video la cantante Hayley Williams motiva così la particolarità di alcune scene: 

## Tracce
Testi e musiche di Hayley Williams e Taylor York.
Download digitale
1. Still into You – 3:36

CD
1. Still into You (Single Edit) – 3:27
2. Still into You (Album Version) – 3:37

## Formazione
- Hayley Williams – voce, tastiera
- Jeremy Davis – basso
- Taylor York – chitarra

Altri musicisti
- Ilan Rubin – batteria, percussioni
- Justin Meldal-Johnsen – sintetizzatore, tastiera

## Classifiche
| Classifica (2013)          | Posizione massima |
| -------------------------- | ----------------- |
| Argentina                  | 16                |
| Australia                  | 5                 |
| Brasile                    | 7                 |
| Canada                     | 58                |
| Cile                       | 16                |
| Francia                    | 189               |
| Indonesia                  | 44                |
| Irlanda                    | 6                 |
| Nuova Zelanda              | 14                |
| Portogallo                 | 22                |
| Regno Unito                | 15                |
| Regno Unito (download)     | 13                |
| Regno Unito (rock & metal) | 1                 |
| Scozia                     | 13                |
| Stati Uniti                | 24                |
| Stati Uniti (pop)          | 8                 |
| Stati Uniti (rock)         | 6                 |
| Stati Uniti (adult)        | 27                |
| Stati Uniti (adult pop)    | 11                |
| Stati Uniti (radio)        | 11                |
| Stati Uniti (digital)      | 22                |
| Stati Uniti (rock digital) | 4                 |

### Classifiche di fine anno
| Classifica di fine anno (2013) | Posizione |
| ------------------------------ | --------- |
| Australia                      | 51        |
| Regno Unito                    | 101       |
| Stati Uniti                    | 100       |
| Stati Uniti (pop)              | 46        |
| Stati Uniti (adult pop)        | 43        |
| Stati Uniti (rock)             | 17        |
| Stati Uniti (rock digital)     | 20        |